# Bârsa, Sălaj
Bârsa este un sat în comuna Someș-Odorhei din județul Sălaj, Transilvania, România.

## Istoric
Localitatea a făcut parte din județul omonim interbelic, Sălaj.

## Personalități locale
- Dumitru Micu (1928-2018), istoric și critic literar, profesor universitar român, s-a născut ca Dumitru Chiș, la 8 noiembrie 1928, în satul Bârsa, interbelic, aflat atunci județul interbelic Sălaj.